# الجسر العربي للملاحة
شركة الجسر العربي للملاحة هي نتاج الاتفاق المتميز بين حكومات الأردن، مصر، والعراق وقد تم تأسيسها في تشرين الثاني من عام 1985 برأسمال مدفوع قدره (6) ملايين دولار امريكي مقسمة بالتساوي بين الدول الثلاث المؤسسة، وقد تمت زيادة رأس المال عدة مرات ليصبح 30 مليون دولار عام 2006، و 40 مليون دولار أمريكي في عام 2007 وفي عام 2008 أصبح رأسمال الشركة 59 مليون دولار أمريكي، وفي عام 2009 أصبح رأسمال الشركة 66 مليون دولار أمريكي، وفي عام 2010 أصبح رأس مال الشركة 75 مليون دولار أمريكي وفي عام 2012 أصبح رأس مال الشركة 100 مليون دولار أمريكي.
ونظراً للموقع الاستراتيجي لكل من العقبة ونويبع، كونهما البوابة الرئيسية التي تربط بين الدول العربية في كل من آسيا وإفريقيا، فقد مُنح الجسر امتيازاً خاصاً من قبل المملكة الأردنية الهاشمية وجمهورية مصر العربية لتشغيل خدمة “خط العقبة – نويبع” لنقل المسافرين والبضائع، والمركبات بمختلف أنواعها.
بدأ الجسر العربي أعماله ببواخر مستأجرة، وحالياً يمتلك أسطوله الخاص المكون من تسع بواخر تقدّر قيمتها بأكثر من 100 مليون دولار، وتخطط الشركة لتعزيز قوة أسطولها في المستقبل القريب والتوسّع في عملياتها.
وتدار الجسر العربي للملاحة من قبل إدارة تنفيذية، يتم تسمية اعضائها من قبل مجلس الإدارة من الدول الثلاث المؤسسة.و يعتبر الجسر العربي للملاحة من شركات الملاحة الرائدة في المنطقة، نظراً للخبرة العملية واحتراف فريق إدارتها الذي ساهم في تحقيق نتائج باهرة.
يركز الجسر على إيلاء الرعاية الكاملة للركّاب والموظفين على حد سواء، حيث شكّلت قيم) السلامة البحرية))القوة المالية) و)النقل السياحي (حجر الأساس في نجاحات الشركة.
وتملك الشركة أيضا 50 ٪ من الشركة العربية لإدارة السفن و30 ٪ من الأكاديمية الأردنية للدراسات البحرية.

## الرؤية والمهمة
الرؤية
أن نكون الجسر الذي يربط بين القارات.. وابعد من ذلك
المهمة
نلتزم بالحفاظ على معايير عالية للخدمة، وأن نكون مؤسسة رائدة في أعمال النقل والملاحة الدولية وخدماتها

## القيم
أداء العمل بكفائة عالية، والالتزام بالضوابط والقوانين والتعليمات، والتحسين المستمر للخدمات والشعور بالارتباط 
و الحس بالمسؤولية اتجاه العمل.
العمل بروح الفريق، وذلك من خلال ترسيخ مفهوم الولاء والانتماء للشركة، والعمل الجماعي بكفاءة وفاعلية، لتحقيق أهداف الشركة ومنح أعضاء الفريق الفرص للمساهمة الفاعلة في كافة النشاطات وأعمال الشركة ومكافأتهم على جهودهم المتميزة.
الالتزام بمعايير السلامة البحرية العالمية والإبحار الآمن والحفاظ على البيئة.
المسؤولية الاجتماعية، نسعى دائماً لدعم وتحسين البيئة المحيطة بالشركة مع المجتمع المحلّي والتعرف على احتياجاته، والمشاركة بالنشاطات على أساس أننا جزء من البيئة المحيطة بنا.

## الأسطول
وتدير الشركة أسطولا من ست سفن: الأميرة، الملكة نفرتيتي، بريدج، بابل، عمان، وايلة، سيناء.
الأسطول يعمل على الخطوط التي تربط العقبة في الأردن إلى نويبع في مصر والعقبة إلى طابا. وكذلك على خط ضباء سفاجا حيث تم تشغيل العبارة عمان عليه في مارس 2011

## معلومات عامة
تم زيادة رأس المال من الأرباح لتصبح 100 مليون دولار في عام 2012.
إطلاق «الحجز مسبقا» الخدمة الآلية التي تتيح للعملاء لحجز تذاكرهم قبل أي رحلة من المكاتب الجسر العربي في الأردن والسعودية ومصر وسوريا ودول الخليج.
بناء محطة لتحلية المياه في نويبع لتوفير مياه نقية للأسطول.
توقيع عقود جديدة مع وكلاء في سوريا والسعودية ودول الخليج.
الجسر العربي البحري اختارت وكيلا للأراضي العراقية والواردات البحرية من الأردن.
الجسر العربي البحرية تمتلك أيضا:
أسهم 50 ٪ من شركة العربية لإدارة السفن
30 ٪ من أسهم الأكاديمية الأردنية للدراسات البحرية
مكاتب دائمة في العقبة وعمان والقاهرة ونويبع وبغداد
محطة لتحلية المياه في نويبع ".
خطوط الملاحة الجسر العربي تعمل في البحر الأحمر على خطوط بين:
العقبة — نويبع
العقبة - طابا

## انجازات الشركة
تم زيادة رأس مال الشركة ليصبح 100 مليون دولار عام 2012
تم تنفيذ مشروع الحجز الآلي المسبق وصار بالإمكان الحجز عن طريق الانترنيت ومن أي مكان في مراكز البيع المنتشرة في الأردن والسعودية ومصر وسوريا ودول الخليج العربي.
إنشاء محطة لتحلية مياه البحر في نويبع لتقديم المياه العذبة لسفن الشركة
تم التعاقد مع وكلاء فرعيين جدد بسوريا والسعودية ودول الخليج العربي
منح الشركة الوكالة البرية والبحرية لكافة المستوردات العراقية من المملكة الأردنية الهاشمية.
حصلتِ الشركةُ على شهادةِ الآيزو 9001 الخاصّةِ بكافةِ متطلباتِ الجودةِ.

## النقل السياحي
أدخل الجسر العربي للملاحة خدمة القوارب السياحية الحديثة (بابل والأميرة وكوين نفرتيتي) لتشجيع السياح على التنقل بين منتجعات جنوب سيناء (طابا، نويبع، دهب وشرم الشيخ) والمثلث الذهبي في الأردن (العقبة، البتراء ووادي رم).
وقد كان لهذه الخطوة الدور الكبير في تشجيع السياحة البينية بين آسيا وأفريقيا من خلال تقديم خدمات مميزة للسياح من حيث استكمال إجراءات السفر على متن القوارب وسرعة الانتقال من دولة إلى دولة في اقل من ساعة وتميز الخدمة وبرحلات بحرية فريدة وممتعة وأمنة.
وستعمل الجسر على تعزيز خدمة النقل السياحي واستغلال الميّزة التنافسية لمنطقة العقبة الاقتصادية والمدينة الوردية (البتراء) وبالتالي توفير رحلات سياحية خاصة تشجيعاً لقطاع السياحة.

## مجلس الإدارة
مجلس الإدارة
السيد / سلمان جاسم (رئيس مجلس الإدارة (العراق
المهندس ليث دبابنه (نائب الرئيس (الأردن
اللواء هشام السرساوي (نائب الرئيس (مصر
السيد/ حسين الصعوب (عضو مجلس (الأردن
الربان / يسري الاخرس (عضو مجلس (مصر
الربان / كاظم طاهر هاشم (عضو مجلس (العراق
اللواء مختار عمار (عضو مجلس (مصر
السيد / خالد حمدي (عضو مجلس (الأردن
الربان/فاضل عبد علي (عضو مجلس (العراق

## الإدارة التنفيذية
السيد / حسين الصعوب
المدير العام
كابتن يسري الاخرس
نائب المدير العام
كابتن كاظم طاهر هاشم
نائب المدير العام